# Benzingia
Die Pflanzengattung Benzingia gehört zur Familie der Orchideen (Orchidaceae). Die etwa acht Pflanzenarten wachsen epiphytisch und sind von Zentral- bis Südamerika verbreitet.

## Beschreibung

### Vegetative Merkmale
Benzingia-Arten sind relativ kleine, ausdauernde krautige Pflanzen. Sie bilden an einem kriechenden Rhizom in kurzem Abstand unverdickte, aufrechte oder herabhängende kurze Sprossachsen. Die fünf bis neun Laubblätter stehen zweizeilig an der Sprossachse und umfassen sie mit den Blattbasen. Die einfachen Blattspreiten sind lanzettlich, mit leicht gewelltem Blattrand, entlang der Mittelrippe gefaltet.

### Generative Merkmale
Der einblütige Blütenstand erscheint seitlich aus der Basis der obersten Blätter. Die Blüten sind bei einigen Arten nicht resupiniert.
Die zwittrigen Blüten sind zygomorph und dreizählig. Die drei Sepalen sind gleich geformt, gelegentlich sind sie an der Basis miteinander verwachsen. Die beiden seitlichen Petalen sind mit der Basis der Säule verwachsen. Die Lippe ist ungelappt, am Grund etwas sackartig vertieft und mit dem Säulenfuß verwachsen. Die Form der Lippe ist rund bis breit-oval, entweder ausgebreitet oder mit den Rändern um die Säule gerollt. Auf der Lippe befindet sich ein flacher Kallus. Die Säule ist gerade, an der Basis mit einer schmalen Verlängerung, an der die Lippe angewachsen ist („Säulen-Fuß“), ohne seitliche Flügel. Das Staubblatt enthält vier gelbe Pollinien in zwei ungleich großen Paaren, die über ein kurzes Stielchen mit einem flachen, rundlichen Haftorgan (Viscidium) verbunden sind.

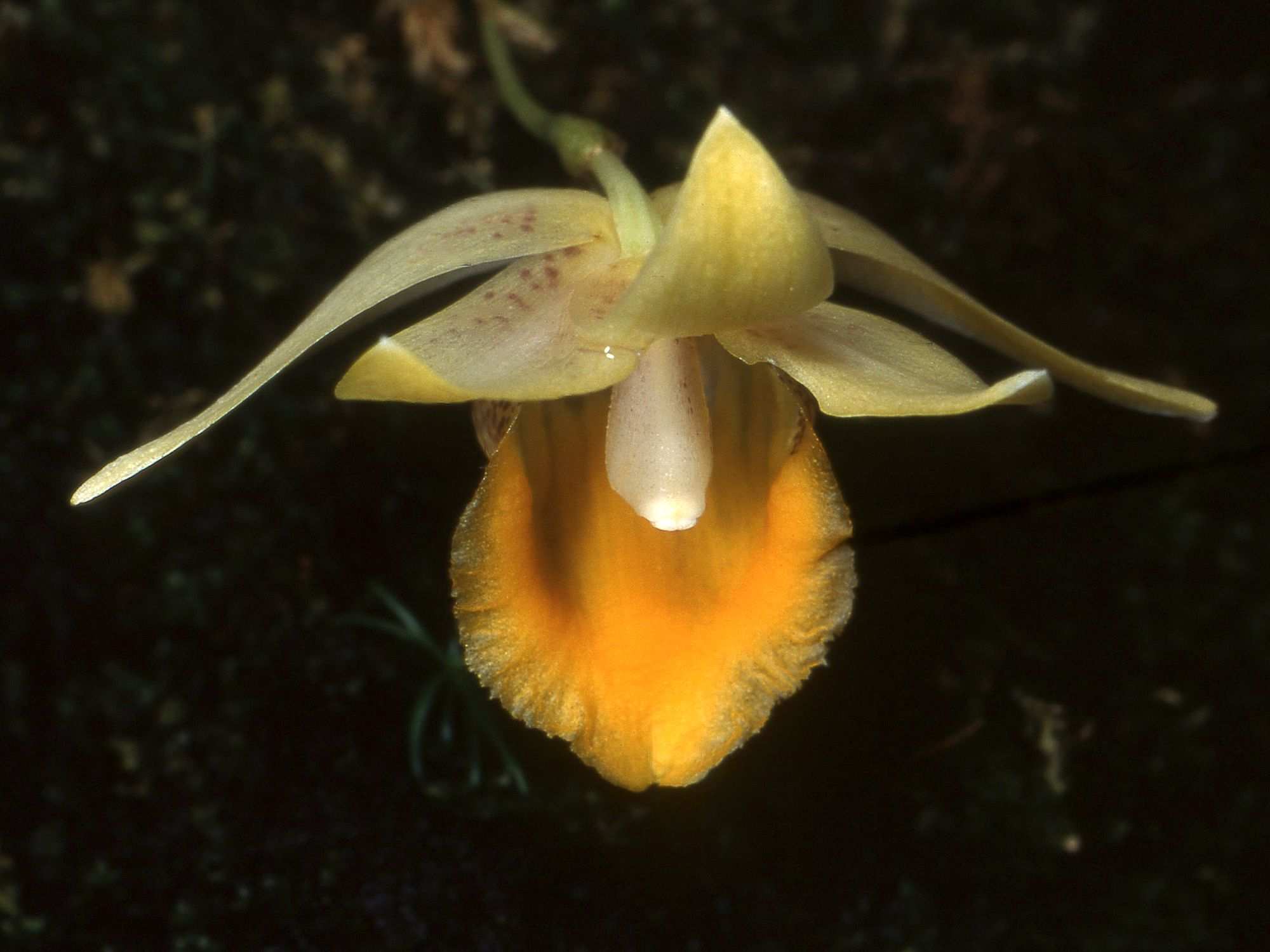
Benzingia estradae

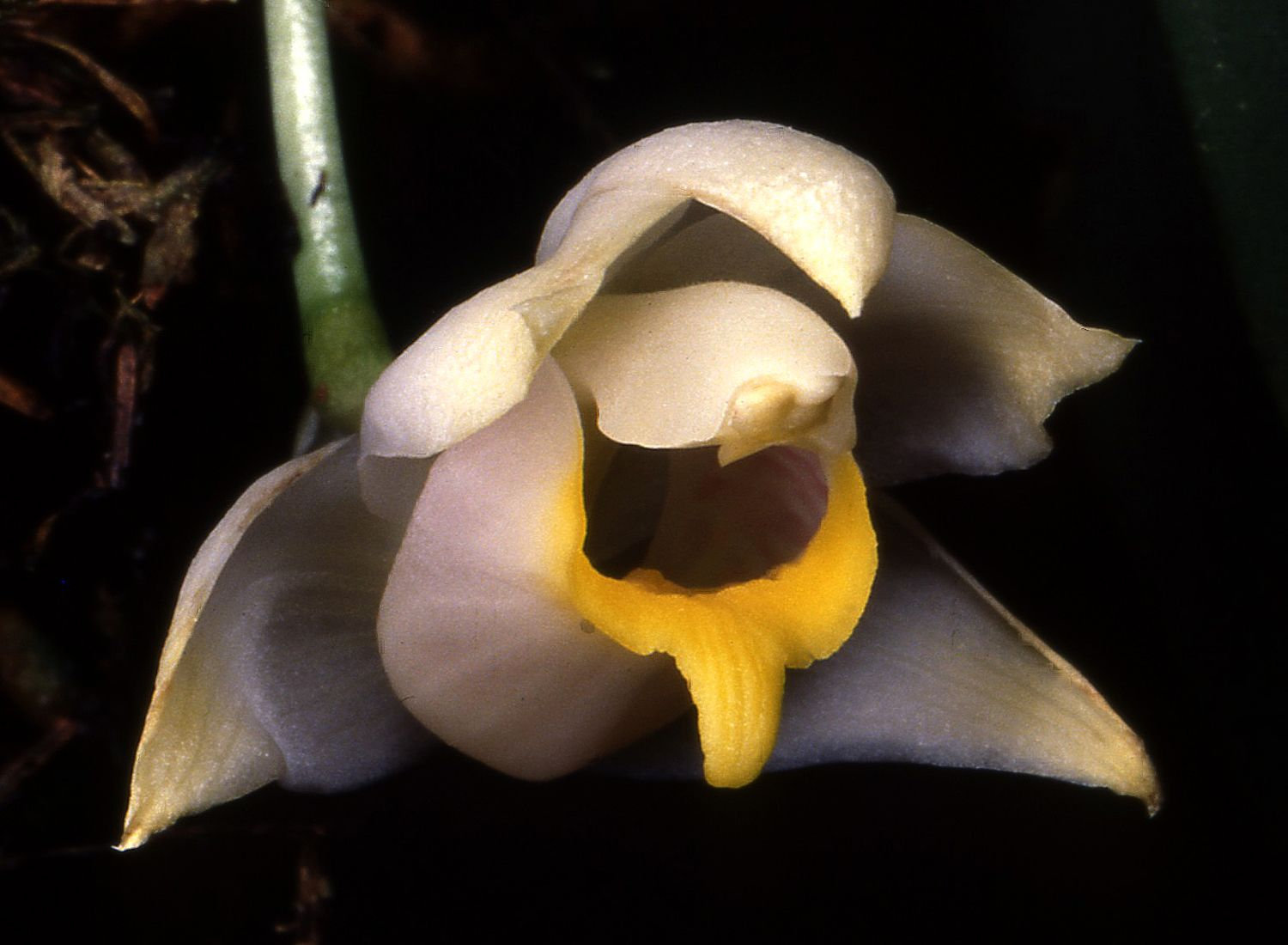
Benzingia palorae

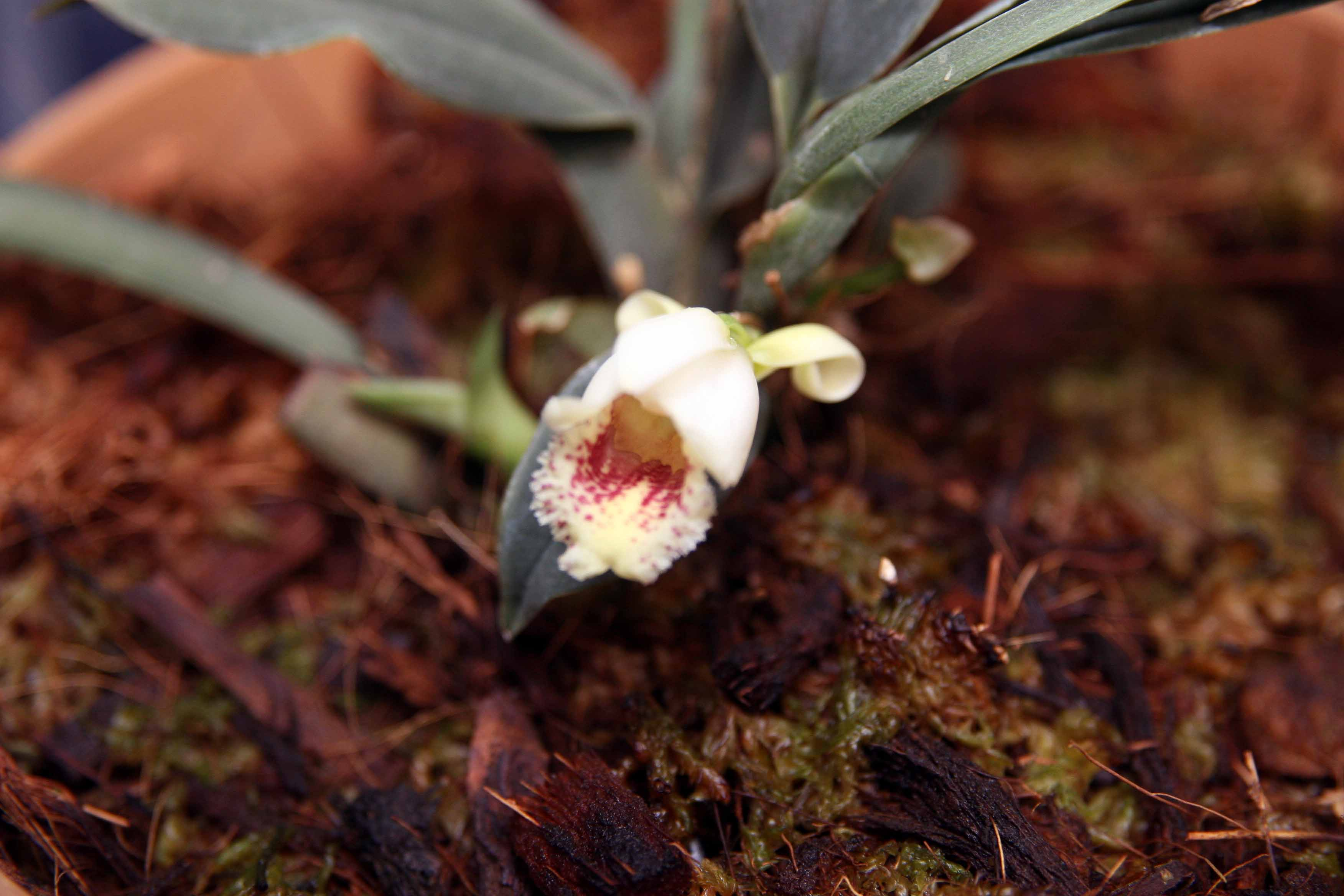
Benzingia reichenbachiana

## Vorkommen
Die Arten der Gattung Benzingia kommen von Costa Rica bis nach Peru vor. Sie wachsen als Epiphyten in sehr feuchten Nebelwäldern in Höhenlagen von 700 bis 1500 Meter.

## Systematik
Die Gattung Benzingia wurde von Dodson 1989 und 1995 aufgestellt, doch erwiesen sich beide Veröffentlichungen des Namens als illegitim. 
Die Gattung hatte zuerst nur die zwei Arten Benzingia hirtzii und Benzingia estradae. Letztere Art hatte Dodson zuvor in die nahe verwandte Gattung Chondrorhyncha gestellt. Typus-Art der Gattung ist also Benzingia hirtzii. 2005 stellte Dressler dann weitere Arten, die vorher unter dem Namen Ackermania bekannt waren, in diese Gattung. Die gültige Beschreibung der Gattung erfolgte durch Dodson erst 2010 in Lancasteriana Band 9, Teil 3, Seite 526 bis 527. Der Gattungsname Benzingia ehrt den amerikanischen Botaniker David Hill Benzing (geb. 1937), Professor der Biologie am Oberlin-College in Ohio. Der Gattungsname Ackermania ehrt den amerikanischen Botaniker und Orchideenspezialisten James David Ackerman (* 1950).
Die Gattung Benzingia gehört zur Subtribus Zygopetalinae aus der Tribus Maxillarieae in der Unterfamilie Epidendroideae innerhalb der Familie Orchidaceae. Zusammen mit weiteren verwandten Gattungen wie Bollea, Chaubardia, Cochleanthes, Huntleya, Kefersteinia und Pescatorea bilden sie eine Gruppe innerhalb der Subtribus Zygopetalinae, die manchmal auch als eigene Subtribus Huntleyinae abgetrennt wird.
Je nach Autor gibt es etwa elf Arten in der Gattung Benzingia:
- Benzingia caudata (Ackerman) Dressler (Syn.: Ackermania caudata (Ackerman) Dodson & R.Escobar, Chondrorhyncha caudata Ackerman, Stenia caudata (Ackerman) Dodson & D.E.Benn.): Sie kommt in Ecuador und Peru vor.[2]
- Benzingia chocoensis (Uribe Vélez & Sauleda) Pupulin: Die Art wurde 2018 im nordwestlichen Kolumbien entdeckt.[3]
- Benzingia cornuta (Garay) Dressler (Syn.: Chondrorhyncha cornuta Garay): Sie kommt in Kolumbien und im nördlichen Ecuador vor.[2]
- Benzingia elvirae Pupulin: Die 2019 erstbeschriebene Art kommt in Ecuador vor.[3]
- Benzingia estradae (Dodson) Dodson: Sie kommt in Ecuador vor.[2]
- Benzingia hajekii (D.E.Benn. & Christenson) Dressler (Syn.: Ackermania hajekii D.E.Benn. & Christenson): Sie kommt in Peru vor.[2]
- Benzingia hirtzii Dodson: Sie kommt in Ecuador vor.[2]
- Benzingia jarae (D.E.Benn. & Christenson) Dressler (Syn.: Ackermania jarae D.E.Benn. & Christenson): Sie kommt in Peru vor.[2]
- Benzingia palorae (Dodson & Hirtz) Dressler (Syn.: Stenia palorae Dodson & Hirtz): Sie kommt in Kolumbien und Ecuador vor.[2]
- Benzingia reichenbachiana (Schltr.) Dressler (Syn.: Chondrorhyncha reichenbachiana Schltr.): Sie kommt in Costa Rica, Panama und im nordwestlichen Kolumbien vor.[2]
- Benzingia thienii (Dodson) P.A.Harding (Syn.: Cochleanthes thienii Dodson): Sie kommt in Ecuador vor.[2]